# Mah-Rukh Ali
Mah-Rukh Ali (Urdu: ماہ رخ علی, nacida el 1 de enero de 1982) es una periodista y presentadora de noticias noruega.
Mah-Rukh Ali nació y se crio en Oslo, de padres paquistaníes, con tres hermanos. A los 14 años, escribió el libro Den sure virkeligheten (lit. "La dura realidad"), publicado en 1996. El libro detalla su experiencia creciendo en el oeste de Oslo, Noruega, como una niña musulmana y sobre sentirse noruega pero ser tratada de manera diferente. Recibió varias cartas racistas y amenazas en reacción al libro. Después de eso, fue invitada a escribir una columna en Klassekampen. Luego obtuvo un título de licenciatura en Lahore entre 2000 y 2002, y estudió periodismo en la Volda University College de 2002 a 2004.
Ali comenzó su carrera en las noticias de radio de la NRK en 2003, y más tarde trabajó como reportera para Dagsrevyen, el principal noticiero de la NRK, en otoño de 2005. Fue enviada como reportera para la NRK a las áreas afectadas por el terremoto en Pakistán durante el otoño de 2005. También ha trabajado para los diarios Aftenposten y Dagbladet.
De ascendencia paquistaní, en 2006 se convirtió en la primera presentadora de noticias de origen extranjero en una transmisión de noticias a nivel nacional para la Corporación Noruega de Radiodifusión (NRK). Durante el otoño de 2006 fue empleada por TV 2, y el 15 de enero de 2007 copresentó la primera emisión regular de TV 2 Nyhetskanalen junto a Terje Svabø. En 2010, se convirtió en presentadora de noticias para la estación principal TV2; con 28 años, era la presentadora de noticias más joven de la estación.
En octubre de 2015, publicó el libro Trusselen fra IS (La amenaza de IS).

## Vida personal
Mah-Rukh Ali está divorciada y tiene una hija.